# Tyco Thermal Controls
Tyco Thermal Controls jest przedsiębiorstwem należącym do Tyco International Ltd., korporacji oferującej wyroby od elektroniki, telekomunikacji i kontroli procesów przemysłowych po ochronę zdrowia, zabezpieczenia przeciwpożarowe i systemy bezpieczeństwa. Produkuje systemy grzewcze (oparte na przewodach grzejnych) oraz systemy detekcji i lokalizacji wycieków dla przemysłu, budownictwa, telekomunikacji, medycyny i innych sektorów OEM. Łącząc działalność i doświadczenia firm Raychem, Isopad, Pyrotenax, Tracer, Hew-Therm i Digitrace.
Po podziale Tyco na 3 odrębne organizacje Tyco Thermal Controls znajduje się w Tyco Engineered Products & Services (TFS/TEPS).